# Бобин, Владимир Викторович
Владимир Викторович Бобин (англ. Володимир Вікторович Бобін; 17.10.1924, Харьков - 2016, Харьков) — советский и украинский учёный-медик, доктор медицинских наук (1967), профессор (1969). Почётный академик Международной академии интегративной антропологии и Украинской академии наук. Почётный профессор Харьковского национального медицинского университета с 2005 года.
Автор больше 300 научных публикаций, в том числе 6 монографий и 20 учебно-методических пособий.

## Биография
Родился 17 октября 1924 года в Харькове в семье медика Виктора Владимировича Бобина.
В 1941 году вся семья переехала в Симферополь, где Владимир пошёл в школу. В 1947 году с отличием окончил Крымский медицинский институт (ныне Медицинская академия имени С. И. Георгиевского) и начал трудовой путь клинической ординаторе кафедры нервных болезней этого же вуза. После ординатуры переехал в Харьков и поступил в аспирантуру на кафедре анатомии Харьковского медицинского института (ныне Харьковский национальный медицинский университет), где под руководством известного анатома Украины профессора Р. Д. Синельникова выполнил и защитил 1951 году кандидатскую диссертацию на тему «Соединения между нервами верхней конечности у человека и передней конечности у некоторых животных» и продолжил работать. Прошёл трудовой путь от ассистента до профессора, заведующего кафедрой (1971—1992). В 1992—2012 годах трудился на должности профессора кафедры. В 1966 году защитил докторскую диссертацию на тему «Лицевой нерв человека и некоторых животных».
Одним из направлений научных исследований В. В. Бобина было изучение нервного аппарата мышц, важного звена в вертикальной статистике человека; а также определение влияния некоторых экстремальных факторов (гипер- и гипокинезия, лазерное и рентгеновское облучение) на нервный аппарат скелетных мышц и внутренних органов. Воспитал ряд учёных, защитивших 21 кандидатскую и 2 докторских диссертации.
Одновременно Владимир Викторович сотрудничал с Харьковской государственной академией дизайна и искусств, где с 1994 года читал курс пластической анатомии и организовал кабинет с многочисленными наглядными пособиями для студентов.
Был удостоен государственных наград.